# Husovec strakatý
Husovec strakatý (Anseranas semipalmata) známý také pod názvem husovec stračí, je velký vodní pták žijící v bažinách a záplavových oblastech na území Austrálie, Tasmánie a na jihu Nové Guineje. Je jediným zástupcem čeledi husovcovití (Anseranatidae). Nejen, že se jedná o nejpůvodnější známou husu, nejlépe přizpůsobeného vrubozobého k životu na souši, ale také o jediného pravého vodního ptáka, jehož končetiny jsou jen z části pokryty plovacími blánami.

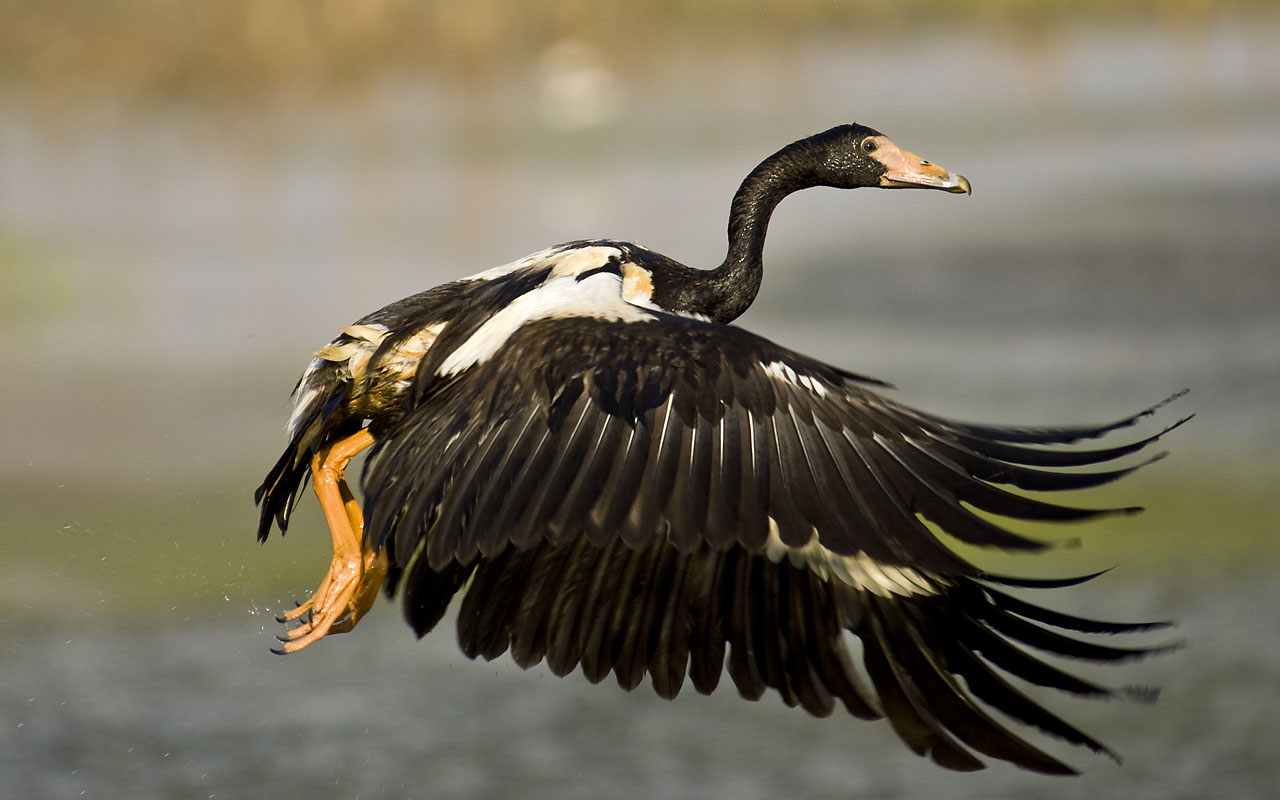
Husovec strakatý v letu

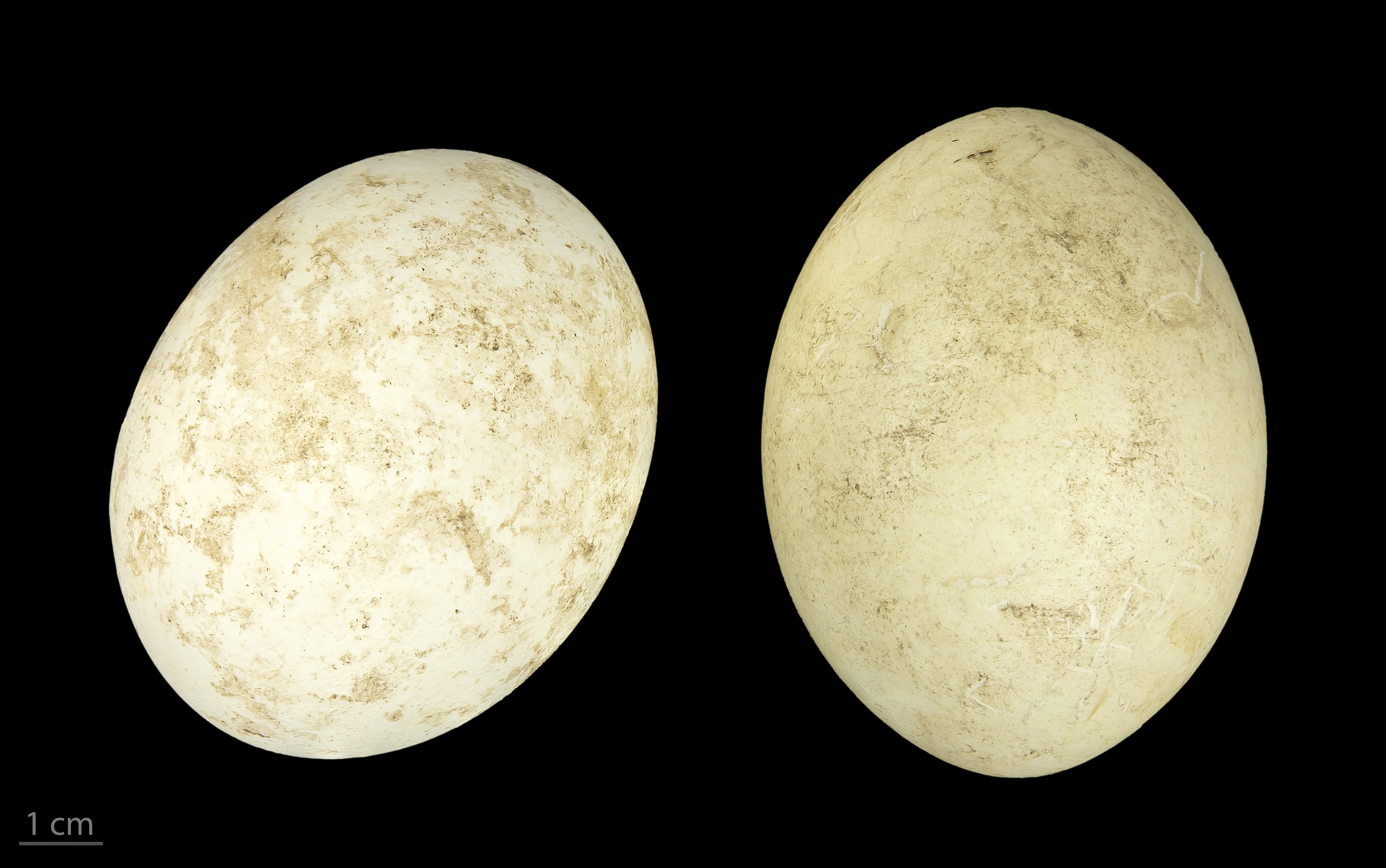
Anseranas semipalmata

Husovec je asi 70–90 cm velký s rozpětím křídel 125–180 cm a hmotností mezi 2–2,8 kg. Má nápadné černobílé zbarvení, křídla, ocas, krk a hlavu má tmavý, hřbet černobílý a zbytek těla zpravidla světlý. Nápadná je mimo jiné i holá, růžově zbarvená kůže na obličeji, šedočerný, na konci hákovitě zahnutý zobák, velký hrbol na temeni hlavy a oranžové končetiny. Obě pohlaví se zbarvením nijak viditelně neliší, samec v porovnání se samicí dorůstá pouze o něco větších rozměrů a má větší hrbol na hlavě.
Husovec strakatý je společenský druh žijící ve velmi početných, hlučných hejnech, která mohou čítat i několik tisíců jedinců. Živí se především rostlinnou stravou (zelenými částmi rostlin, semeny), kterou vyhledává na březích vod. Díky zvláštně přizpůsobenému zadnímu prstu se dobře udrží na větvích stromů, na které velmi často sedává. Páry zůstávají trvalé po celý život, mnohdy však mívá jeden samec dvě samice. Hnízdo v podobě hromady rostlin si staví na zemi a ročně do něj klade 5–14 vajec, na kterých sedí asi 35 dní. Na sezení na vejcích a péči o mláďata se vždy podílejí oba rodiče.
Dle Červeného seznamu IUCN z roku 2004 byl husovec strakatý uznán jako málo dotčený druh s globální populací velkou asi 1 000 000 jedinců.

## Chov v zoo
V celé Evropě je chován v přibližně 35 zoo. Rozmnožování v lidské péči je relativně obtížné. V Česku jej můžeme nalézt ve třech zoo:
- Zoo Plzeň
- Zoo Praha
- Zoo Zlín

Na Slovensku je chován v Zoo Bojnice.

### Chov v Zoo Praha
První jedinci přišli do Zoo Praha v roce 1997. Jednalo se o dva páry ze Západní Nové Guiney. První úspěšný odchov mláďat se podařil o 11 let později, v roce 2008. Úspěch byl o to větší, že se jednalo o zcela přirozený odchov, resp. odchovy. Jeden z párů v roce 2008 odchoval čtyři mláďata, druhý dokonce pět mláďat. Ke konci roku 2018 byl chován pár. V červenci 2019 se vylíhlo pět mláďat.
Druh je k vidění v průchozí voliéře Delta za pavilonem Sečuán v dolní části zoo.